# Guinea Bissau
|  | No s'ha de confondre amb Guinea o Guinea Equatorial. |

|  | Per a altres significats, vegeu «Guinea (desambiguació)». |

Guinea Bissau és una república de l'Àfrica occidental que afronta al nord amb el Senegal, a l'est i al sud amb Guinea i a l'oest amb l'oceà Atlàntic.

## Història
A mitjan segle xiii els mandings van fundar el regne de Kaabu o Gabú com a tributari de l'Imperi de Mali. L'antic regne de Gabú va subsistir fins al segle xviii. A desgrat d'això, ja feia temps que la costa i els rius havien estat colonitzats pels portuguesos, que utilitzaven el territori per al tràfic d'esclaus.
Vegeu els articles Cacheu, Capitania de Cacheu, Capitania de Bissau i Bolama.
En la dècada de 1950, la mortalitat infantil aconseguia l'índex de 600 morts per cada 1.000 naixements i només l'un per cent de la població rural estava alfabetitzada.
Amílcar Cabral va fundar l'Associació d'Esports i Recreació, que el 1956 es convertiria en el Partit Africà per la Independència de Guinea i Cap Verd (PAIGC). Després de tres anys el PAIGC va iniciar una guerra de guerrilles. Les zones alliberades pel PAIGC van proclamar la República Democràtica de Guinea, el 1973, reconeguda per l'Assemblea General de les Nacions Unides. Guinea-Bissau va ser la primera colònia portuguesa d'Àfrica que va obtenir la independència.
En Bissau va néixer l'antecessor del Moviment de les Forces Armades, responsable de l'enderrocament del règim dictatorial portuguès el 1974. Quatre mesos després, Portugal va reconèixer la independència de Guinea-Bissau.
El 1980 João Bernardo Vieira, comandant de la lluita guerrillera, va encapçalar un cop d'estat i va interrompre la fusió amb Cap Verd quan ambdós països planejaven una unió constitucional.
João Bernardo Vieira va ser assassinat la matinada del 2 de març de 2009 per militars després d'un atemptat amb bomba que hores abans va costar la vida al cap de l'Estat major Tagmé Na Waié. João Bernardo Vieira va morir als seus de 69 anys, qui va passar pràcticament més de 23 anys al capdavant de Guinea Bissau. Va ser reelegit a la Presidència d'aquest país el 2005, nou anys després de la fi d'una guerra civil d'11 mesos que ho havia expulsat del poder.
Després de la mort de Vieira, els militars del país van jurar respectar l'ordre constitucional de successió. El portaveu de l'Assemblea Nacional, Raimundo Pereira va assumir el poder interinament fins a unes eleccions nacionals, que van fer-se el 28 de juny de 2009, i va guanyar Malam Bacai Sanhá, que va assumir el poder el 8 de setembre del mateix any.

## Política
Guinea Bissau té una Assemblea Nacional Popular multipartidista, com també un president, els quals són triats per votació popular. El president nomena el primer ministre després d'una consulta amb els partits en l'assemblea. L'actual president, Malam Bacai Sanhá, pertany al Partit Africà per la Independència de Guinea i Cap Verd (PAIGC); altres partits en l'assemblea inclouen al Resistência da Guiné-Bissau-Movimento Bafatá i al Partido para a Renovação Social - PRS.

## Geografia

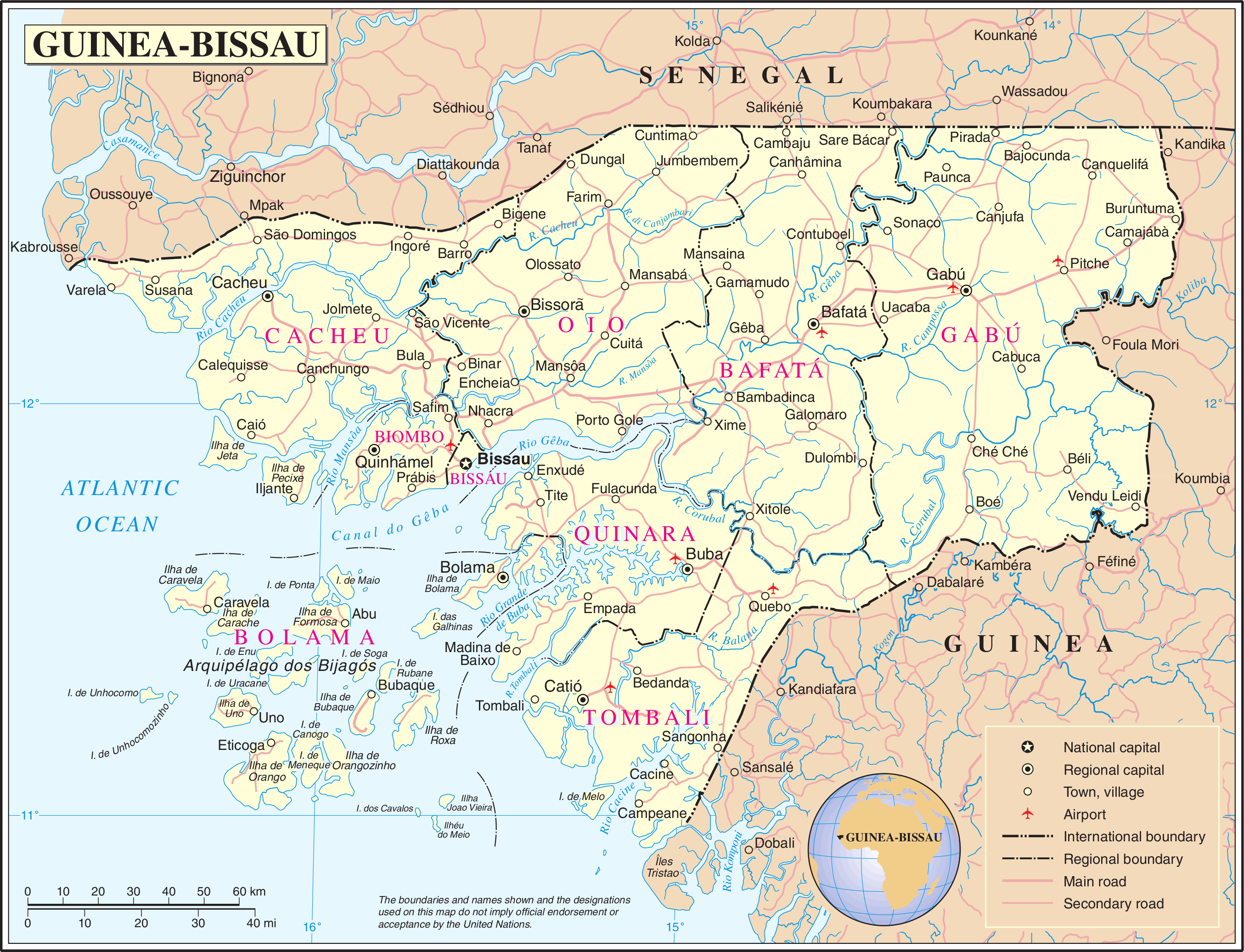
Mapa de Guinea Bissau

Té una extensió de 36.120 km² i una població (l'any 2002) d'1.345.479 habitants. La capital és Bissau.
Aquest petit país tropical és format per terres baixes: el punt culminant es troba tan sols a 300 metres d'altitud. L'interior és una sabana, i la costa és una plana paludosa. L'estació plujosa alterna amb períodes de vents càlids i secs provinents del Sàhara. A l'entrada de l'estuari dels rius Geba i Corubal s'estén l'arxipèlag dels Bijagós i altres illes com la de Jeta o Pecixe.
El clima de Guinea Bissau és calent durant tot l'any i hi ha poca variació de temperatura: la mitjana anual és 26,3 °C. La mitjana anual de pluges és 2024 mm.

## Divisió administrativa

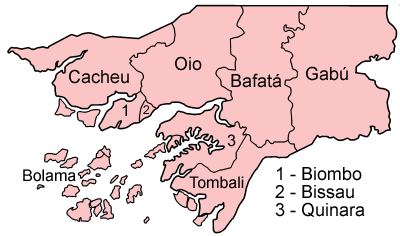
Regions de Guinea Bissau

Guinea Bissau es divideix en 8 regions (regiões) i un sector autònom (sector autónomo): 
- Bafatá
- Biombo
- Bissau (sector autònom)
- Bolama
- Cacheu
- Gabú
- Oio
- Quinara
- Tombali

Les regions se subdivideixen en 37 sectors i es poden agrupar també en 3 províncies: Est o Leste (Bafatá i Gabú), Nord o Norte (Biombo, sector autònom de Bissau, Cacheu i Oio) i Sud o Sul (Bolama, Quinara i Tombali).

## Economia
Un dels països més pobres del món, l'economia legal de la Guinea Bissau depèn principalment de l'agropecuària i de la pesca, però el narcotràfic és probablement el tipus de comerç més rendible. Les plantacions d'anacard van créixer considerablement en els últims anys. El país exporta peix i fruits del mar així com petites quantitats de cacauet, cor de palmera i fusta.
L'arròs és el principal cultiu i aliment bàsic. No obstant això, els combats entre les tropes del govern recolzades pel Senegal, i una junta militar van destruir molt de la infraestructura i van causar gran perjudici a l'economia en 1998. La guerra civil va portar a una reducció del 28% del producte interior brut aquell any, amb una recuperació parcial en el període 1999-2002. La producció agrícola va caure alguna cosa entorn de 17% durant el conflicte, així com la producció de drupes d'anacard van caure fins a 30%. Empitjorant la situació, l'any 2000 el preu de la drupa d'anacard va caure 50% al mercat internacional, augmentant la dificultat començada amb devastació de la guerra civil.
Al desembre de 2003 el Banc Mundial, el FMI i la UNDP van ser forçats a intervenir per subministrar auxili pressupostari d'emergència en un total de US$ 107 milions per a l'any de 2004, la qual cosa va representar més del 80% del pressupost del país. La combinació de perspectives econòmiques limitades, un govern central feble i dirigit per una facció i una posició geogràfica favorable van fer aquest país de l'Àfrica Occidental una escala del narcotràfic cap a l'Europa, utilitzant especialment diverses illes deshabitades de l'Arxipèlag dels Bijagós. S'estima que passin pel país 1 miliard de dòlars en narcòtics per any.

## Cultura

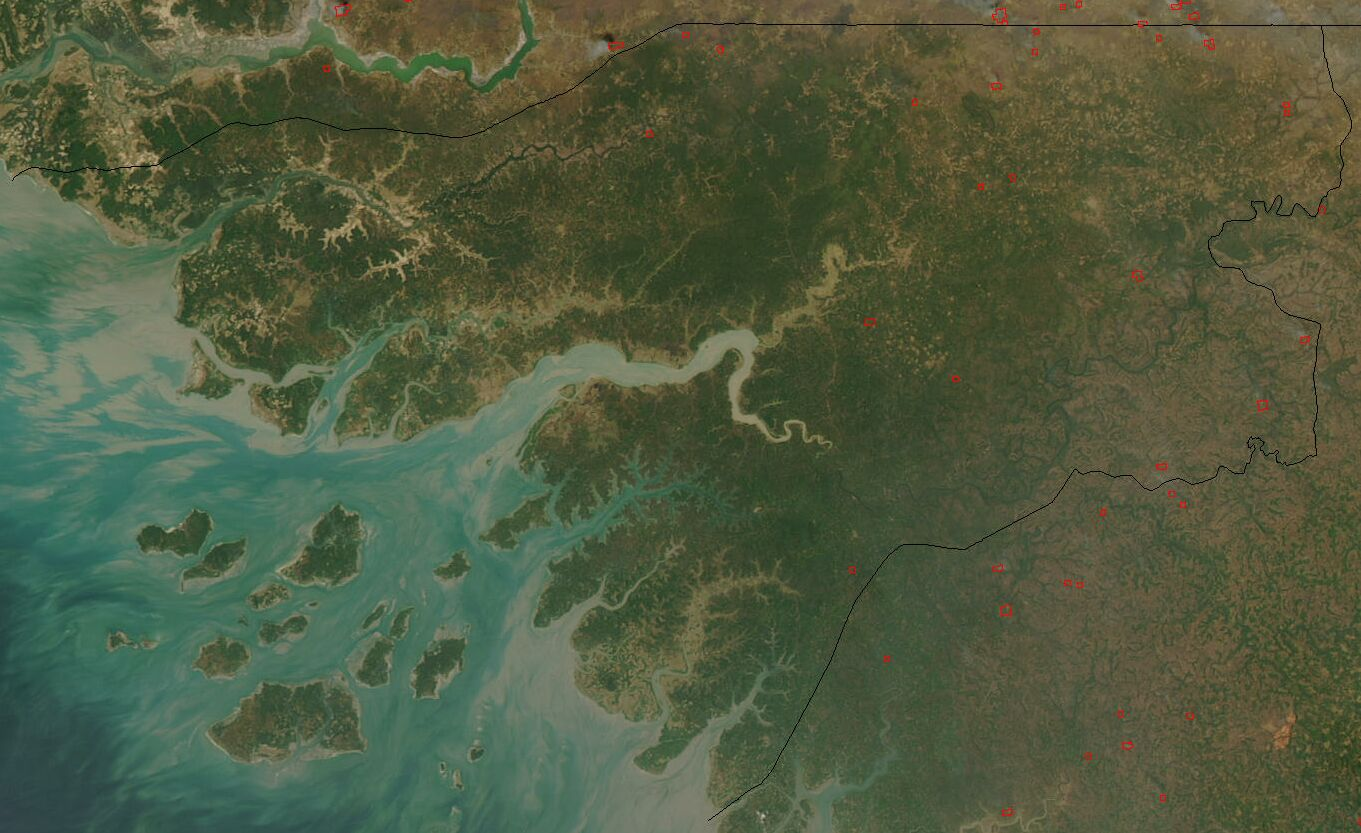
Imatge de Guinea Bissau des de l'espai.

La música de Guinea-Bissau pertany, en general, al gumbe, gènere musical de naturalesa polirítmica, el qual és l'exportació musical més rellevant. No obstant això, la inestabilitat de la societat i el relativament petit desenvolupament del mateix han fet que el gumbe i altres gèneres associats no hagin aconseguit transcendir les fronteres i arribar a les grans audiències.
La calabash és l'instrument musical més popular a Guinea-Bissau, el mateix es construeix usant el fruit sec del porongo, l'hi utilitza per crear música amb complexes característiques rítmiques. Les lletres de les cançons són, en general, en llenguatge crioulo (kriolu) d'arrels portugueses. Són comunes cançons amb contingut humorístic o sobre determinades temàtiques, relacionades amb esdeveniments quotidians o controvertits, especialment la sida.

### Música

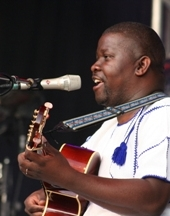
Cantant nacional Manecas Costa

La música de Guinea-Bissau s'acostuma a associar amb el gènere polirítmic gumbe, la principal exportació musical del país. Tanmateix, els disturbis civils i altres factors s'han combinat al llarg dels anys per mantenir el gumbe, i altres gèneres, fora del públic principal, fins i tot als països africans generalment sincretistes.
La cabassa és l'instrument musical principal de Guinea-Bissau, i es fa servir en la música de ball extremadament ràpida i rítmicament complexa. Les lletres estan gairebé sempre en crioll de Guinea Bissau, una llengua criolla de base portuguesa, i sovint són humorístiques i d'actualitat, girant al voltant de l'actualitat i les controvèrsies.
La paraula gumbe s'utilitza de vegades de manera genèrica, per referir-se a qualsevol música del país, encara que més específicament es refereix a un estil únic que fusiona unes deu de les tradicions de la música popular del país. Tina i tinga són altres gèneres populars, mentre que les tradicions populars inclouen la música cerimonial utilitzada en funerals, iniciacions i altres rituals, així com balanta brosca i kussundé, mandenkàs djambadon i el so kundere de les illes Bijagós.

### Cuina
L'arròs és un element bàsic en la dieta dels residents a prop de la costa i el mill un element bàsic a l'interior. Les fruites i les verdures es mengen habitualment juntament amb els cereals. Els portuguesos van fomentar la producció de cacauet. També es conreen Vigna subterranea (cacauet Bambara) i Macrotyloma geocarpum (cacauet Hausa). Els fesolets també formen part de la dieta. Es recull l'oli de palma.
Els plats habituals inclouen sopes i guisats. Els ingredients comuns inclouen nyam, moniato, yuca, ceba, tomàquet i plàtan. Les espècies, els pebrots i els xilis s'utilitzen a la cuina, incloses les llavors d'Aframomum melegueta (pebre de Guinea).

### Llengües
La llengua oficial de Guinea Bissau és el portuguès. El SIL Internacional ha llistat un total de 21 llengües, totes ben vivents:
- Badyara: 4.220 parlants a l'extrem nord-est de Guinea Bissau.
- Bainouk-gunyuño: 8.170 parlants, al sud del riu Casamance.
- Balanta-kentohe: 367.000 parlants al centre nord i a la costa central de l'estat. També es parla a Gàmbia.
- Bassari: 475 parlants al nord-est de Guinea Bissau.
- Bayot: 2025 parlants al nord-oest de Guinea Bissau, a la frontera amb Senegal.
- Biafada: 41.420 parlants al centre sud de l'estat, al nord de Nalu.
- Bijago: 27.575 parlants, a les illes Roxa i Bijago. També a les illes Canhabaque, Bubaque, Caravela, Caraxe, Orango i Uno.
- Crioll de Guinea Bissau: 189.850 parlants. també es parla a les illes Bijagos i a Gàmbia.
- Ejamat: 22.000 parlants al districte de San Domingo, al nord-oest de Guinea Bissau. També es parla al Senegal.
- Jola-Fonyi: 5996 parlants a Guinea Bissau.
- Kasanga: 650 parlants, a prop de Felupe, al nord-oest de Guinea Bissau, a la zona fronterera amb Senegal.
- Kobiana: 650 parlants a prop de Banyun. També es parla al Senegal.
- Malinke: 154.000 al centre-nord, al centre i al nord-est de Guinea Bissau.
- Mandjak: 170.230 parlants a l'oest i al nord-oest de Guinea Bissau. També es parla a França, Gàmbia i el Senegal.
- Mankanya: 40.855 parlants al nord-oest de Bissau. També es parla a Gàmbia i al Senegal.
- Mansoanka: 14.300 parlants al centre-nord de l'estat. També es parla a Gàmbia.
- Nalu: 8.150 parlants al sud-oest, a prop de la costa.
- Papel: 125.550 parlants a l'illa Bissau.
- Portuguès.
- Pulaar: 245.130 parlants al centre-nord i al nord-est de Guinea Bissau.
- Soninke: 6.470 parlants a Guinea Bissau.

A més, també es parla: Pular (1199), Susu (3880), Maninkakan Occidental, Wolof i crioll capverdià.

## Cinema
Flora Gomes és un director de cinema de renom internacional; la seva pel·lícula més famosa és Nha Fala (la meva veu). La pel·lícula Mortu Nega (mort negada) (1988) va ser la primera pel·lícula de ficció i la segona pel·lícula feta a Guinea Bissau. (La primera pel·lícula va ser  N'tturudu , del director Umban u'Kest en 1987.) Al FESPACO de 1989, Mortu Nega va guanyar el prestigiós premi Oumarou Ganda. Mortu Nega és rodada en crioll amb subtítols en anglès. En 1992, Gomes va dirigir Udju Azul di Yonta, que es va projectar a la secció Un Certain Regard del Festival de Cinema de Cannes de 1992. Gomes també ha format part del jurat de molts festivals de cinema d'Àfrica Central.